# ParaWorld
ParaWorld is een 3D real-time strategy computerspel, ontwikkeld door Spieleentwicklungskombinat (SEK) en uitgegeven door Sunflowers op 25 september 2006. Het speelt zich af in een parallelle prehistorische wereld waar zowel mensen als dinosaurussen en andere wezens leven - de naam van het spel verwijst naar deze parallelle wereld.

## Verhaallijn
In de 19e eeuw hebben de geniale wiskundige Jarvis Babbit en andere wetenschappers een geheime genootschap opgericht om op zoek te gaan naar parallelle werelden. Na veel onderzoek slaag Babbit erin om een machine te ontwikkelen die gebruikt kan worden om te ontdekken waar en wanneer een poort zich zal openen om van de ene naar de andere dimensie te gaan. Met behulp van deze machine betreden drie wetenschappers de ParaWorld: de geoloog Anthony Cole, de bioloog Stina Holmlund en de fysicus Béla Andràs Benedek.
In deze parallelle wereld blijkt de mens samen te leven met dinosaurussen en andere prehistorische wezens. Er leven drie stammen die heersen over het grootste gedeelte van de planeet: de Norsemen, de Dustriders en de Dragon Clan. Ze maken gebruik van verschillende middelen om zichzelf te verdedigen in tijden van oorlog: de Dragon Clan maakt gebruik van valstrikken en camouflage terwijl de Norsemen stevige verdedigingswerken bouwen. De Dustriders maken gebruik van dieren, zoals de dinosaurussen. Deze drie groepen bevatten kenmerken die overeenkomen met bevolkingsgroepen op aarde: de Norsemen hebben overeenkomsten met de vroegere Noord-Europeanen, de Dragon Clan met de Aziaten en de Dustriders met de bewoners van Afrika.

## Het spel
In het spel zijn er vier grondstoffen die gebruikt kunnen worden voor het bouwen en repareren van gebouwen, het trainen van eenheden en het ontwikkelen van nieuwe technologieën of verbeteringen (upgrades). Deze grondstoffen zijn voedsel, hout, steen en schedels (skulls). De eerste drie worden verzameld door de daarvoor bestemde workers, deze eenheden worden ook gebruikt voor het bouwen en repareren van bouwwerken. De vierde genoemde grondstof wordt verkregen door het verslaan van vijandige eenheden of vernietigen van gebouwen in gevechten. Ook het doden van dinosaurussen levert schedels op.
Het verloop van het spel is onderverdeeld in vijf periodes, deze worden epochs genoemd. Men begint in epoch 1 en door voldoende grondstoffen te verzamelen kan men zich ontwikkelen naar een volgende periode. Per periode zijn nieuwe eenheden, gebouwen en technologieën beschikbaar. Een epoch geeft ook het ontwikkelingsniveau van een eenheid aan en het aantal eenheden per epoch is beperkt. Zo bevat epoch 1 veelal de workers en enkele basiseenheden terwijl de sterkere en geavanceerde eenheden tot een hoger epoch behoren. Hoe hoger de epoch (ook te lezen als ontwikkelingsniveau), hoe minder eenheden er tot dat niveau kunnen behoren. Zo kan een speler slechts één eenheid bezitten die tot epoch 5 behoort. In totaal kan de speler gebruikmaken van 52 eenheden.
Het spel introduceert een nieuw spelelement in het real-time strategy genre, namelijk de Army Controller, een onderdeel van de interface waar alle eenheden van de speler te zien zijn evenals hun levenspunten en de activiteit waar ze mee bezig zijn. Deze Army Controller geeft de speler ook de mogelijkheid een eenheid te promoveren naar een hoger epoch wat de eenheid op verscheidene punten verbetert.
Naast gewone eenheden kan de speler gebruikmaken van helden, eenheden die per epoch een speciale eigenschap bezitten. Voorbeelden van deze eigenschappen zijn een krachtig wapen of aanvalsmogelijkheid, het verbeteren van een bepaald soort eenheden of het beschikbaar maken van een nieuwe eenheid. Deze helden, negen in totaal, hebben op één of andere wijze te maken met de verhaallijn of de ParaWorld zelf.

## E-sport
Ter promotie werd bij het uitbrengen van de ParaWorld multiplayer demo op 18 augustus 2006 ook een competitie aangekondigd met prijzen met een gezamenlijke waarde van € 5000. De wedstrijden dienden gespeeld te worden met deze demoversie. De demo bevat één singleplayer campagne (om de werking van het spel uit te leggen), twee multiplayer maps en twee van de drie teams (de Norsemen en de Dustriders). De wedstrijden werden gespeeld tussen 5 september 2006 en 14 september 2006.
Een week na het uitbrengen van de multiplayer demo, op 25 augustus 2006, kondigde Sunflowers aan dat het bedrijf in totaal € 100.000 zal weggeven als prijzengeld in competities. Naast competities op de officiële community website MySkulls.com wordt ParaWorld gespeeld in wedstrijden georganiseerd door de Electronic Sports League en Netzstatt Gaming League.

## Ontvangst
Het spel heeft een score van 72% op Game Rankings en 71% op Metacritic. De verkopen van het spel vielen tegen en de ontwikkelingstudio SEK moest hierdoor haar deuren sluiten.